# Giải thưởng Nghệ thuật Baeksang cho Nữ diễn viên chính xuất sắc nhất – Phim truyền hình
Giải thưởng nghệ thuật Baeksang cho nữ diễn viên chính xuất sắc nhất – phim truyền hình (tiếng Hàn: 백상예술대상 TV부문 여자 최우수 연기상; Romaja: Baeksang yesul daesang TV bumun yeoja choeusu yeongisang) là giải thưởng được trao hàng năm tại lễ trao Baeksang Arts Awards do Ilgan Sports và JTBC tổ chức. Thêm vào đó, các chi nhánh của JoongAng Ilbo, thường vào quý 2 hàng năm tại Seoul.

## Chiến thắng nhiều nhất
| Thắng | Diễn viên       |
| ----- | --------------- |
| 4     | Kim Hee-ae      |
| 4     | Jung Hye-sun    |
| 4     | Kim Hye-ja      |
| 3     | Kim Young-ae    |
| 2     | Go Doo-shim     |
| 2     | Kim Nam-joo     |
| 2     | Kim Hye-soo     |
| 2     | Kim Yoon-gyeong |

## Chiến thắng và đề cử
| ‡ | Cho biết người chiến thắng |

### 1970s
| Năm         | Chiến thắng và đề cử | Tên tác phẩm            | Tên gốc       | Vai | Đài |
| ----------- | -------------------- | ----------------------- | ------------- | --- | --- |
| 1974 (10th) | Yeo Woon-kay ‡       | Mother                  | 어머니        |     | TBC |
| 1975 (11th) | Kim Ja-ok ‡          | Narcissus               | 수선화        |     | MBC |
| 1975 (11th) | Jung Hye-sun ‡       | Reed                    | 갈대          |     | MBC |
| 1975 (11th) | Ahn In-sook ‡        | Yoon Ji-kyung           | 윤지경        |     | TBC |
| 1976 (12th) | Hong Se-mi ‡         | Conditions of Happiness | 행복의 조건   |     | TBC |
| 1976 (12th) | Kim Hye-ja ‡         | Bride Diary             | 신부일기      |     | MBC |
| 1977 (13th) | Kim Yoon-gyeong ‡    | Reunion                 | 재회          |     | MBC |
| 1977 (13th) | Kang Boo-ja ‡        | Wedding March           | 결혼행진곡    |     | TBC |
| 1978 (14th) | Kim Hye-ja ‡         | You                     | 당신          |     | MBC |
| 1978 (14th) | Kang Hyo-shil ‡      | Moon-gi and Soo-mi      | 문기와 수미   |     | KBS |
| 1979 (15th) | Kim Young-ok ‡       | I Sell Happiness        | 행복을 팝니다 |     | MBC |
| 1979 (15th) | Jung Hye-sun ‡       | I Sell Happiness        | 행복을 팝니다 |     | MBC |
| 1979 (15th) | Kim Hye-ja ‡         | I Sell Happiness        | 행복을 팝니다 |     | MBC |

### 1980s
| Năm         | Chiến thắng và đề cử | Tên tác phẩm        | Tên gốc     | Vai             | Đài |
| ----------- | -------------------- | ------------------- | ----------- | --------------- | --- |
| 1980 (16th) | Kim Min-ja ‡         | A Lonely Affair     | 고독한 관계 |                 | TBC |
| 1981 (17th) | Kim Young-ran ‡      | Mischievous Milady  | 교동마님    | Trịnh Lan Trinh | MBC |
| 1981 (17th) | Chang Mi-hee ‡       | Eulhwa              | 을화        |                 | KBS |
| 1982 (18th) | Kim Young-ae ‡       | Nocturne            | 야상곡      |                 | MBC |
| 1982 (18th) | Hwang Jung-ah ‡      | The Witty Professor | 재치선생    |                 | KBS |
| 1983 (19th) | Lee Kyung-jin ‡      | Stairs of Happiness | 행복한 계단 |                 | KBS |
| 1984 (20th) | Jung Hye-sun ‡       | Infant              | 간난이      |                 | MBC |
| 1985 (21st) | Jung Ae-ri ‡         | Love and Truth      | 사랑과 진실 | Lee Hyo-sun     | MBC |
| 1986 (22nd) | Kim Yong-rim ‡       | Silver Grass        | 억새풀      |                 | MBC |
| 1987 (23rd) | Han Hye-sook ‡       | Windfall            | 노다지      |                 | KBS |
| 1988 (24th) | Kim Chung ‡          | Love and Ambition   | 사랑과 야망 |                 | MBC |
| 1989 (25th) | Park Won-sook ‡      | Land                | 토지        | Im Yi-ne        | KBS |
| 1989 (25th) | Kim Hye-ja ‡         | Winter Mist         | 모래성      | Seo Myung-ae    | MBC |
| 1989 (25th) | Kim Hye-ja ‡         | Sand Castle         | 겨울 안개   | Jang Hyun-joo   | MBC |

### 1990s
| Năm         | Chiến thắng và đề cử | Tên tác phẩm          | Tên gốc                | Vai                  | Đài |
| ----------- | -------------------- | --------------------- | ---------------------- | -------------------- | --- |
| 1990 (26th) | Go Doo-shim ‡        | Fetters of Love       | 사랑의 굴레            |                      | KBS |
| 1991 (27th) | Ha Hee-ra ‡          | What Women Want       | 여자는 무엇으로 사는가 | Young-chae           | MBC |
| 1991 (27th) | Lee Hwi-hyang ‡      | Ambitious Times       | 야망의 세월            | Gelsomina            | KBS |
| 1992 (28th) | Chae Shi-ra ‡        | Con mắt của bình minh | 여명의 눈동자          | Yoon Yeo-ok          | MBC |
| 1993 (29th) | Go Doo-shim ‡        | My Husband's Woman    | 남편의 여자            |                      | KBS |
| 1993 (29th) | Kim Hee-ae ‡         | Sons and Daughters    | 아들과 딸              | Lee Hoo-nam          | MBC |
| 1994 (30th) | Jung Hye-sun ‡       | Sons and Daughters    | 엄마의 바다            | Lee Hoo-nam's mother | MBC |
| 1995 (31st) | Kim Yoon-gyeong ‡    | When I Miss You       | 당신이 그리워질 때     |                      | KBS |
| 1996 (32nd) | Kim Hye-soo ‡        | Oxtail Soup (Gomtang) | 곰탕                   |                      | SBS |
| 1997 (33rd) | Kim Young-ae ‡       | The Brothers' River   | 형제의 강              | Lee Soon-rye         | SBS |
| 1998 (34th) | Hwang Shin-hye ‡     | Cinderella            | 신데렐라               | Jang Hye-Jin         | MBC |
| 1999 (35th) | Shim Eun-ha ‡        | Trap of Youth         | 청춘의 덫              | Seo Yoon-hee         | SBS |

### 2000s
| Năm         | Chiến thắng và đề cử | Tên tác phẩm               | Tên gốc          | Vai                          | Đài |
| ----------- | -------------------- | -------------------------- | ---------------- | ---------------------------- | --- |
| 2000 (36th) | Kim Young-ae ‡       | Waves                      | 파도             |                              | SBS |
| 2001 (37th) | Won Mi-kyung ‡       | Ajumma                     | 아줌마           |                              | MBC |
| 2001 (37th) | Go Doo-shim          | Virtue                     | 덕이             |                              | SBS |
| 2001 (37th) | Bae Jong-ok          | Foolish Love               | 바보같은 사랑    | Jung Ok-hee                  | KBS |
| 2002 (38th) | Jeon In-hwa ‡        | Ladies of the Palace       | 여인천하         | Văn Định hoàng hậu           | KBS |
| 2002 (38th) | Kim Hyun-joo         | Her House                  | 그 여자네 집     | Park Young-chae              | MBC |
| 2002 (38th) | Lee Mi-yeon          | Empress Myeongseong        | 명성황후         | Minh Thành hoàng hậu         | KBS |
| 2002 (38th) | Kang Soo-yeon        | Ladies of the Palace       | 여인천하         | Jeong Nan-jung               | SBS |
| 2003 (39th) | Kim Hee-ae ‡         | Wife                       | 아내             | Kim Na-young                 | KBS |
| 2003 (39th) | Jang Seo-hee         | Miss Mermaid               | 인어아가씨       | Eun Ah Ri Young              | MBC |
| 2003 (39th) | Lee Na-young         | Tự lập                     | 네 멋대로 해라   | Jeon Kyung                   | MBC |
| 2003 (39th) | Go Doo-shim          | Like a Flowing River       | 흐르는 강물처럼  | Park Soon-ae                 | SBS |
| 2004 (40th) | Ha Ji-won ‡          | Something Happened in Bali | 발리에서 생긴 일 | Lee Soo-jung                 | SBS |
| 2004 (40th) | Go Doo-shim          | Her Beautiful Story        | 꽃보다 아름다워  | Lee Yeong-ja                 | KBS |
| 2004 (40th) | Lee Young-ae         | Jewel in the Palace        | 대장금           | Seo Jang-geum                | MBC |
| 2004 (40th) | Kim Hee-ae           | Perfect Love               | 완전한 사랑      | Ha Young-ae                  | SBS |
| 2005 (41st) | Kim Jung-eun ‡       | Lovers in Paris            | 파리의 연인      | Kang Tae-young               | SBS |
| 2005 (41st) | Go Hyun-jung         | Ngày xuân                  | 봄날             | Seo Jung-eun                 | SBS |
| 2005 (41st) | Song Hye-kyo         | Ngôi nhà hạnh phúc         | 풀하우스         | Han Ji-eun                   | KBS |
| 2006 (42nd) | Choi Jin-sil ‡       | My Rosy Life               | 장밋빛 인생      | Maeng Soon-yi                | KBS |
| 2006 (42nd) | Kim Hyun-joo         | Land                       | 토지             | Choi Seo-hee                 | SBS |
| 2006 (42nd) | Kim Sun-a            | Tôi tên là Kim Sam Soon    | 내 이름은 김삼순 | Kim Sam-soon                 | MBC |
| 2007 (43rd) | Son Ye-jin ‡         | Alone in Love              | 연애시대         | Yoo Eun-ho                   | SBS |
| 2007 (43rd) | Ha Ji-won            | Hoàng Chân Y               | 황진이           | Hoàng Chân Y                 | KBS |
| 2007 (43rd) | Han Hye-jin          | Truyền thuyết Jumong       | 삼한지-주몽 편   | Lady Soseono                 | MBC |
| 2007 (43rd) | Han Ye-seul          | Cặp đôi kỳ lạ              | 환상의 커플      | Anna Jo / Na Sang-shil       | MBC |
| 2007 (43rd) | Park Jin-hee         | Bà xã tôi đâu              | 돌아와요 순애씨  | Han Cho-eun                  | SBS |
| 2008 (44th) | Yoon Eun-hye ‡       | Tiệm cafe hoàng tử         | 커피프린스 1호점 | Go Eun-chan                  | MBC |
| 2008 (44th) | Han Ji-min           | Capital Scandal            | 경성 스캔들      | Na Yeo-kyung                 | KBS |
| 2008 (44th) | Kim Hee-ae           | Người tình của chồng tôi   | 내 남자의 여자   | Lee Hwa-young                | SBS |
| 2008 (44th) | Kim Hyun-joo         | In-soon Is Pretty          | 인순이는 예쁘다  | Park In-soon                 | KBS |
| 2008 (44th) | Park Jin-hee         | Cuộc chiến kim tiền        | 쩐의 전쟁        | Seo Joo-hee                  | SBS |
| 2009 (45th) | Moon Geun-young ‡    | Họa sĩ gió                 | 바람의 화원      | Shin Yun-bok                 | SBS |
| 2009 (45th) | Han Ji-hye           | Phía đông vườn địa đàng    | 에덴의 동쪽      | Kim Ji-hyun                  | MBC |
| 2009 (45th) | Han Ye-seul          | Tazza                      | 타짜             | Lee Nan-sook / Mi-na         | SBS |
| 2009 (45th) | Kim Hye-ja           | Sự phẫn nộ của người mẹ    | 엄마가 뿔났다    | Kim Hanja                    | KBS |
| 2009 (45th) | Kim Ji-soo           | Women of the Sun           | 태양의 여자      | Shin Do-young / Kim Han-sook | KBS |

### 2010s
| Năm         | Chiến thắng và đề cử | Tên tác phẩm                 | Tên gốc                    | Vai                               | Đài  |
| ----------- | -------------------- | ---------------------------- | -------------------------- | --------------------------------- | ---- |
| 2010 (46th) | Kim Nam-joo ‡        | Nữ hoàng nội trợ             | 내조의 여왕                | Chun Ji-ae                        | MBC  |
| 2010 (46th) | Go Hyun-jung         | Thiện Đức nữ vương           | 선덕여왕                   | Mishil                            | MBC  |
| 2010 (46th) | Han Hyo-joo          | Brilliant Legacy             | 찬란한 유산                | Go Eun-sung                       | SBS  |
| 2010 (46th) | Kim So-yeon          | Iris                         | 아이리스                   | Kim Seon-hwa                      | KBS  |
| 2010 (46th) | Kim Tae-hee          | Iris                         | 아이리스                   | Choi Seung-hee                    | KBS  |
| 2011 (47th) | Han Hyo-joo ‡        | Đồng Y                       | 동이                       | Choi Dong-yi (later Suk-bin Choe) | MBC  |
| 2011 (47th) | Ha Ji-won            | Khu vườn bí mật              | 시크릿 가든                | Gil Ra-im                         | SBS  |
| 2011 (47th) | Jeon In-hwa          | Vua bánh mì                  | 제빵왕 김탁구              | Seo In-sook                       | KBS  |
| 2011 (47th) | Kim Ah-joong         | Chứng tích pháp y            | 싸인                       | Go Da-kyung                       | SBS  |
| 2011 (47th) | Park Min-young       | Sungkyunkwan Scandal         | 성균관 스캔들              | Gim Yunhui                        | KBS  |
| 2012 (48th) | Gong Hyo-jin ‡       | Mối tình bất diệt            | 최고의 사랑                | Gu Ae-jung                        | MBC  |
| 2012 (48th) | Kim Hyun-joo         | Twinkle Twinkle              | 반짝반짝 빛나는            | Han / Hwang Jung-won              | MBC  |
| 2012 (48th) | Kim Sun-a            | Scent of a Woman             | 여인의 향기                | Lee Yeon-jae                      | SBS  |
| 2012 (48th) | Moon Chae-won        | The Princess' Man            | 공주의 남자                | Lee Se-ryung                      | KBS  |
| 2012 (48th) | Soo Ae               | Lời hứa 1000 ngày            | 천일의 약속                | Lee Seo-yeon                      | SBS  |
| 2013 (49th) | Kim Hee-ae ‡         | Người vợ đáng thương         | 아내의 자격                | Yoon Seo-rae                      | JTBC |
| 2013 (49th) | Kim Nam-joo          | Gia đình chồng tôi           | 넝쿨째 굴러온 당신         | Cha Yoon-hee                      | KBS  |
| 2013 (49th) | Kim Sung-ryung       | Dã vương                     | 야왕                       | Baek Do-kyung                     | SBS  |
| 2013 (49th) | Lee Bo-young         | My Daughter Seo-young        | 내 딸 서영이               | Lee Seo-young                     | KBS  |
| 2013 (49th) | Song Hye-kyo         | Gió đông năm ấy              | 그 겨울, 바람이 분다       | Oh Young                          | SBS  |
| 2014 (50th) | Lee Bo-young ‡       | Đôi tai ngoại cảm            | 너의 목소리가 들려         | Jang Hye-sung                     | SBS  |
| 2014 (50th) | Go Ara               | Reply 1994                   | 응답하라 1994              | Sung Na-jung                      | tvN  |
| 2014 (50th) | Jun Ji-hyun          | Vì sao đưa anh tới           | 별에서 온 그대             | Cheon Song-yi                     | SBS  |
| 2014 (50th) | Kim Hye-soo          | The Queen of Office          | 직장의 신                  | Miss Kim / Kim Jeom-seon          | KBS  |
| 2014 (50th) | Kim Ji-soo           | One Warm Word                | 따뜻한 말 한마디           | Song Mi-kyung                     | SBS  |
| 2015 (51st) | Song Yun-ah ‡        | Mama                         | 마마                       | Han Seung-hee                     | MBC  |
| 2015 (51st) | Kim Ok-bin           | Steal Heart                  | 유나의 거리                | Kang Yoo-na                       | JTBC |
| 2015 (51st) | Lee Yoo-ri           | Jang Bo-ri is Here!          | 왔다! 장보리               | Yeon Min-jung                     | MBC  |
| 2015 (51st) | Moon Jung-hee        | Mama                         | 마마                       | Seo Ji-eun                        | MBC  |
| 2015 (51st) | Park Shin-hye        | Pinocchio                    | 피노키오                   | Choi In-ha                        | SBS  |
| 2016 (52nd) | Kim Hye-soo ‡        | Tín hiệu                     | 시그널                     | Cha Soo-hyun                      | tvN  |
| 2016 (52nd) | Hwang Jung-eum       | Cô nàng xinh đẹp             | 그녀는 예뻤다              | Kim Hye-jin                       | MBC  |
| 2016 (52nd) | Kim Hyun-joo         | Người tình của tôi           | b애인 있어요               | Do Hae-kang / Dokgo Yong-gi       | SBS  |
| 2016 (52nd) | Ra Mi-ran            | Reply 1988                   | 응답하라 1988              | Ra Mi-ran                         | tvN  |
| 2016 (52nd) | Song Hye-kyo         | Hậu duệ mặt trời             | 태양의 후예                | Kang Mo-yeon                      | KBS  |
| 2017 (53rd) | Seo Hyun-jin ‡       | Lại là Oh Hae Young          | 또 오해영                  | Oh Hae-young                      | tvN  |
| 2017 (53rd) | Kim Go-eun           | Yêu tinh                     | 쓸쓸하고 찬란하神 – 도깨비 | Ji Eun-tak                        | tvN  |
| 2017 (53rd) | Kim Ha-neul          | Đường đến sân bay            | 공항가는 길                | Choi Soo-ah                       | KBS  |
| 2017 (53rd) | Park Bo-young        | Cô nàng mạnh mẽ Do Bong-soon | 힘쎈여자 도봉순            | Do Bong-soon                      | JTBC |
| 2017 (53rd) | Park Shin-hye        | Chuyện tình bác sĩ           | 닥터스                     | Yoo Hye-jung                      | SBS  |
| 2018 (54th) | Kim Nam-joo ‡        | Misty                        | 미스티                     | Go Hye-ran                        | JTBC |
| 2018 (54th) | Kim Sun-a            | Quý cô ưu tú                 | 품위있는 그녀              | Park Bok-ja                       | JTBC |
| 2018 (54th) | Kim Hee-sun          | Quý cô ưu tú                 | 품위있는 그녀              | Woo Ah-jin                        | JTBC |
| 2018 (54th) | Shin Hye-sun         | Cuộc sống thượng lưu         | 황금빛 내 인생             | Seo Ji-An                         | KBS  |
| 2018 (54th) | Lee Bo-young         | Mother                       | 마더                       | Su-jin                            | tvN  |
| 2019 (55th) | Yum Jung-ah ‡        | Lâu đài tham vọng            | SKY 캐슬                   | Han Seo-jin                       | JTBC |
| 2019 (55th) | Kim Seo-hyung        | Lâu đài tham vọng            | SKY 캐슬                   | Kim Joo-young                     | JTBC |
| 2019 (55th) | Kim Tae-ri           | Quý ngài Ánh dương           | 미스터 션샤인              | Go Ae-shin                        | tvN  |
| 2019 (55th) | Kim Hye-ja           | Dazzling                     | 눈이 부시게                | Kim Hye-ja (70)                   | JTBC |
| 2019 (55th) | Lee Ji-eun           | Ông chú của tôi              | 나의 아저씨                | Lee Ji-an                         | tvN  |

### 2020s
| Năm         | Chiến thắng và đề cử | Tên tác phẩm                     | Tên gốc              | Vai                                            | Đài          |
| ----------- | -------------------- | -------------------------------- | -------------------- | ---------------------------------------------- | ------------ |
| 2020 (56th) | Kim Hee-ae ‡         | Thế giới hôn nhân                | 부부의 세계          | Ji Sun-woo                                     | JTBC         |
| 2020 (56th) | Gong Hyo-jin         | Khi hoa trà nở                   | 동백꽃 필 무렵       | Oh Dong-baek                                   | KBS          |
| 2020 (56th) | Kim Hye-soo          | Linh cẩu                         | 하이에나             | Jung Geum-ja / Jung Eun-yeong                  | SBS          |
| 2020 (56th) | Son Ye-jin           | Hạ cánh nơi anh                  | 사랑의 불시착        | Yoon Se-ri                                     | tvN          |
| 2020 (56th) | Lee Ji-eun           | Khách sạn ánh trăng              | 호텔 델루나          | Jang Man-wol                                   | tvN          |
| 2021 (57th) | Kim So-yeon ‡        | Penthouse: Cuộc chiến thượng lưu | 펜트하우스           | Cheon Seo-jin                                  | SBS          |
| 2021 (57th) | Kim So-hyun          | Sống đón trăng lên               | 달이 뜨는 강         | Princess Pyeonggang / Yeom Ga-jin / Queen Yeon | KBS          |
| 2021 (57th) | Seo Ye-ji            | Điên thì có sao                  | 사이코지만 괜찮아    | Ko Moon-young                                  | tvN          |
| 2021 (57th) | Shin Hye-sun         | Chàng hậu                        | 철인왕후             | Kim So-yong / Queen Cheorin                    | tvN          |
| 2021 (57th) | Uhm Ji-won           | Tập tành làm mẹ                  | 산후조리원           | Oh Hyun-jin                                    | tvN          |
| 2022 (58th) | Kim Tae-ri ‡         | Tuổi hai lăm, tuổi hai mốt       | 스물다섯 스물하나    | Na Hee-do                                      | tvN          |
| 2022 (58th) | Kim Hye-soo          | Tòa án vị thành niên             | 소년 심판            | Shim Eun-seok                                  | Netflix      |
| 2022 (58th) | Park Eun-bin         | Luyến mộ                         | 연모                 | Lee Hwi / Yeon-seon / Da-mi                    | KBS          |
| 2022 (58th) | Lee Se-young         | Cổ tay áo màu đỏ                 | 옷소매 붉은 끝동     | Seong Deok-im                                  | MBC          |
| 2022 (58th) | Han So-hee           | My Name                          | 마이 네임            | Yoon Ji-woo / Oh Hye-jin                       | Netflix      |
| 2023 (59th) | Song Hye-kyo ‡       | Vinh quang trong hận thù         | 더 글로리            | Moon Dong-eun                                  | Netflix      |
| 2023 (59th) | Kim Ji-won           | Nhật ký tự do của tôi            | 나의 해방일지        | Yeom Mi-jeong                                  | JTBC         |
| 2023 (59th) | Kim Hye-soo          | Dưới bóng trung điện             | 슈룹                 | Queen Im Hwa-ryeong                            | tvN          |
| 2023 (59th) | Park Eun-bin         | Nữ luật sư kỳ lạ Woo Young Woo   | 이상한 변호사 우영우 | Woo Young-woo                                  | ENA          |
| 2023 (59th) | Bae Suzy             | Anna                             | 안나                 | Lee Yumi / Lee Anna                            | Coupang Play |
| 2024 (60th) | Lee Hanee ‡          | Hoa nở về đêm                    | 밤에 피는 꽃         | Jo Yeo-hwa                                     | MBC TV       |
| 2024 (60th) | Ra Mi-ran            | Người mẹ tồi của tôi             | 나쁜엄마             | Jin Young-soon                                 | JTBC         |
| 2024 (60th) | Ahn Eun-jin          | Người yêu dấu                    | 연인                 | Yoo Gil-chae                                   | MBC TV       |
| 2024 (60th) | Uhm Jung-hwa         | Doctor Cha                       | 닥터 차정숙          | Cha Jeong-suk                                  | JTBC         |
| 2024 (60th) | Lim Ji-yeon          | Lies Hidden in My Garden         | 마당이 있는 집       | Chu Sang-eun                                   | ENA          |